# Muhammad ibn Abd Al-Haqq
Muhammad ibn Abd Al-Haqq (1202 – 1244) fu il terzo sultano merinide del Marocco, figlio del fondatore della dinastia merinide Abd al-Haqq I, salì al trono dopo la morte del fratello Uthman ibn Abd al-Haqq, avvenuta nel 1240.

## Biografia
Salì al potere dopo la morte del fratello Uthman ibn Abd al-Haqq. Continuò a combattere gli Almohadi, soprattutto nei pressi della città di Meknès.
Muhammad ibn Abd al-Haqq morì nel 1244 durante una battaglia, ucciso da un ufficiale della sua milizia cristiana.
Gli succedette il fratello Abu Yahya ibn Abd al-Haqq.